# Hacıbahattin, Aydıncık
Hacıbahattin là một xã thuộc huyện Aydıncık, tỉnh Mersin, Thổ Nhĩ Kỳ. Dân số thời điểm năm 2011 là 327 người.